# Laufkarte

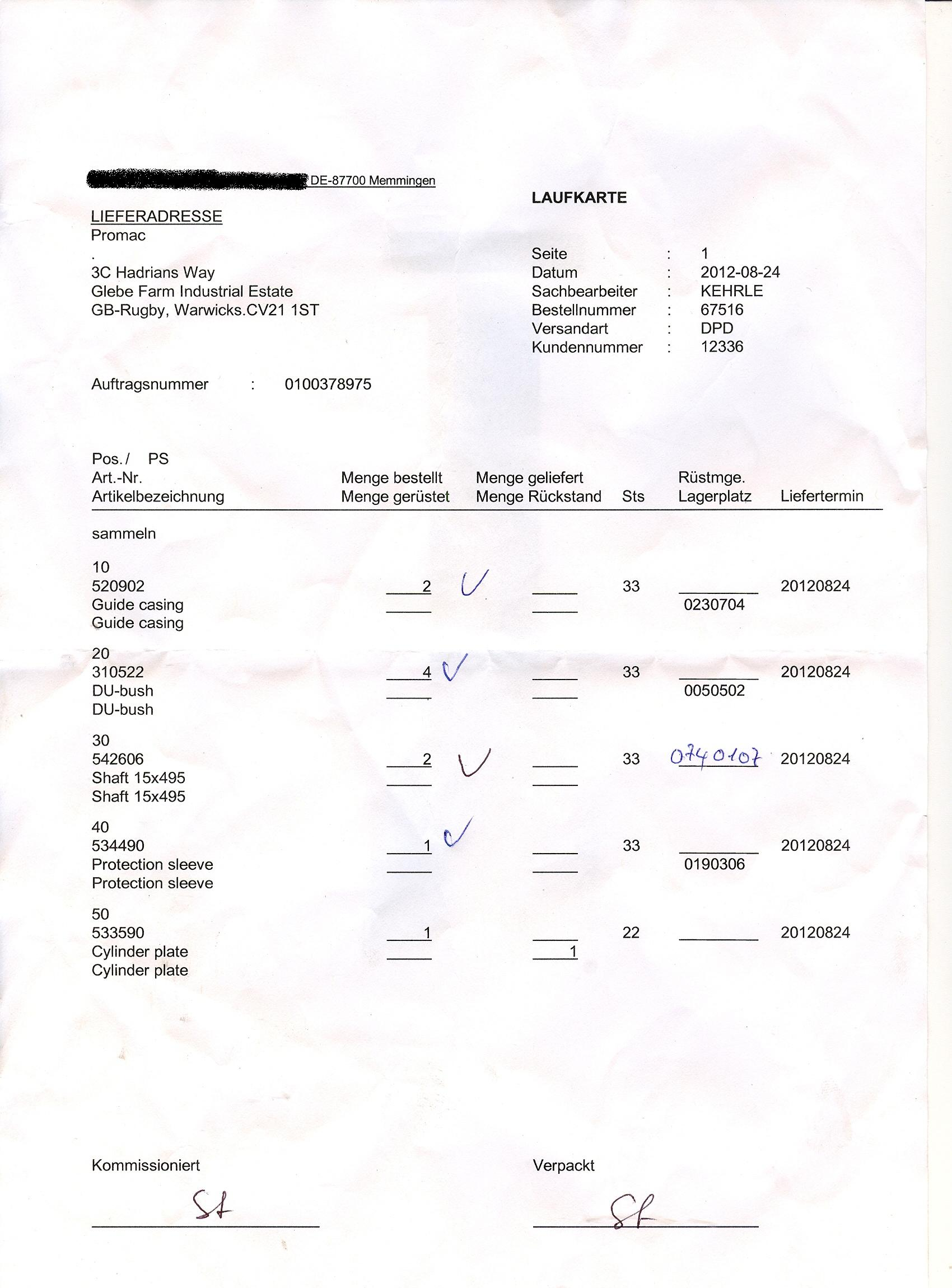
Laufkarte 2012

Die Laufkarte (oder Ablaufkarte; englisch job ticket, routing slip) ist in der Produktionswirtschaft ein Organisationsmittel, das ein Arbeitsobjekt beim Durchlauf während des Produktionsprozesses begleitet.  

## Allgemeines
Vor und während der Produktion werden häufig Arbeitspläne, Laufkarten, Laufzettel und Produktzeichnungen benötigt, die wiederum Stamm- und Strukturdaten von Produkten, Halbfabrikaten oder Betriebsmitteln enthalten. Die Laufkarte wird im Rahmen der Steuerung des Produktionsprozesses erstellt und hat den Zweck, das Arbeitsobjekt während der Produktion zu dokumentieren. Sie dient der Arbeitsplanung im Fertigungs- und Montagebereich und macht den Arbeitsablauf transparent.

## Inhalt
Sie enthält Angaben über die Reihenfolge der einzelnen Arbeitsschritte, Ablaufabschnitte und Ablauffolgen sowie die Zustandsänderungen, die das Arbeitsobjekt an jeder Arbeitsstation erfährt. Nach Beendigung eines Arbeitsschritts wird dessen Zustandsänderung auf der Laufkarte vermerkt. Zudem enthält sie Angaben über die Art der Verrichtung (Bearbeitung, Kontrolle, Transport, Liegezeit) sowie über die beteiligten Stellen.
Am Ende der Laufkarte signiert der Bearbeiter der Laufkarte mit seinem Kurzzeichen. Die einzelnen Positionen der Laufkarte kennzeichnet der Laufkartenbearbeiter mit einem Häkchen. Die abgearbeitete Laufkarte löst gegebenenfalls den Ausdruck eines Lieferscheines und einer Rechnung an den Kunden aus.

## Organisatorische Aspekte
Die Laufkarte vermerkt den Status nach jedem Arbeitsablauf und ist neben dem Arbeitsplan und dem Laufzettel ein wesentliches Organisationsmittel. Sie unterscheidet sich vom Laufzettel dadurch, dass letzterer auch ein wichtiges Dokument für die Kostenrechnung und Nachkalkulation darstellt, während die Laufkarte ausschließlich der Arbeitsorganisation dient. 